# Valkenburg aan de Geul
Valkenburg aan de Geul  è un comune olandese di 17 097 abitanti situato nella provincia del Limburgo.

## Monumenti e luoghi d'interesse
Valkenburg è conosciuta per le sue attrazioni turistiche, le case di gesso (localmente chiamate mergel o marl) e la campagna collinare. I principali luoghi di interesse sono:
- il castello di Valkenburg, di cui rimane solo qualche rovina;
- numerosi castelli, fattorie e case signorili, per lo più situate lungo il fiume Geul;
- Oud-Valkenburg, un piccolo villaggio lungo il Geul con un complesso pittoresco di una chiesa gotica, due castelli (Genhoes e Schaloen) e diversi masi storici, tutti in marna locale;
- numerosi mulini ad acqua, di cui due nella città vecchia;
- i resti delle mura cittadine e due delle tre porte cittadine sopravvissute (Berkelpoort e Grendelpoort, ci sono piani per la ricostruzione della terza porta);
- la vecchia corte (Spaans Leenhof);
- la Chiesa di San Nicola, una chiesa gotica a Valkenburg con alcune sculture in legno del tardo Medioevo;
- la chiesa parrocchiale di San Gerlaco nella vicina Houthem Sint-Gerlach, con affreschi barocchi di Johann Adam Schöpf, dipinti su marna;
- diverse ex cave di marna (localmente chiamate "grotte", sebbene siano in gran parte create dall'uomo), che offrono visite guidate; alcune hanno interessanti disegni a carboncino e sculture di marna, una è stata ricreata come le catacombe di Roma (progetto di Pierre Cuypers), un'altra come una miniera di carbone; in inverno vi si svolgono alcuni mercatini di Natale;
- una torre di osservazione (Wilhelminatoren) alta 30 metri, posta in cima a una collina e collegata alla città sottostante da un ascensore aereo.

## Sport
La collina del Cauberg è uno dei punti topici della prestigiosa gara ciclistica Amstel Gold Race, prima tappa del trittico delle Ardenne.
È stata per cinque volte sede dei campionati mondiali di ciclismo su strada.